# Samtgemeinde Selsingen
De Samtgemeinde Selsingen is een Samtgemeinde in de Duitse deelstaat Nedersaksen. Het is een samenwerkingsverband van acht kleinere gemeenten in het zuiden van Landkreis Rotenburg. Het bestuur is gevestigd in Selsingen.

## Deelnemende gemeenten
1. Anderlingen (859)
2. Deinstedt (672), incl. o.a. Malstedt
3. Farven (608), incl. Byhusen
4. Ostereistedt (929)
5. Rhade (1.074)
6. Sandbostel (764)
7. Seedorf (1.076)
8. Selsingen (3.607), incl.  Eitzte, Granstedt, Haaßel, Lavenstedt en Parnewinkel.

Tussen haakjes het aantal inwoners per 31 december 2018.

## Ligging, verkeer, vervoer
De gemeente ligt in een vrij vlak laagland tussen Zeven, 10 km ten zuiden van het dorp Selsingen, en Bremervörde, 13 km ten noorden van het dorp Selsingen, en bijna halverwege Bremen (75 km ZW) en Hamburg (100 km NO). Het landschap bestaat uit boerenland, afgewisseld door wat bos, heide en hoogveen.
De gemeente ligt niet in de nabijheid van autosnelwegen. Het dichtste bij is nog de Autobahn A1 Bremen-Hamburg, afrit 48 Elsdorf, ca. 12 km ten zuidoosten van Zeven.
De Bundesstraße 71 Bremervörde -Rotenburg (Wümme) loopt van noord naar zuid door de gemeente en vormt er de belangrijkste verkeersader.
Door de westelijke helft van de Samtgemeinde stroomt het (niet bevaarbare) riviertje de Oste.
Door de gemeente loopt sinds 1906 de spoorlijn Hannover - Bremervörde; over deze lijn rijden alleen goederentreinen. Plannen, om er weer passagierstreinen overheen te laten rijden, zijn in 2017 op de lange baan geschoven: de heropening heeft een lage prioriteit bij overheden en vervoersmaatschappijen.
Openbaar vervoer van, naar en binnen de gemeente is dus beperkt tot busdiensten. De bus van Bremervörde naar Zeven rijdt door Deinstedt, Selsingen en Seedorf heen. De buslijn rijdt met name in de ochtend- en namiddagspits, als de scholen uitgaan, en enkele malen in de uren daartussenin, alsmede enkele malen per dag op zaterdag. De bus rijdt niet 's avonds en niet op zon- en feestdagen. Dan is men op taxivervoer aangewezen, of -zoals veel inwoners van de gemeente zelf ook doen- op de fiets.

## Economie
De Samtgemeinde Selsingen is een typische plattelandsgemeente. De dorpen zijn gekenmerkt door hun van oudsher agrarisch karakter. Naast de landbouw zijn alleen het lokale midden- en kleinbedrijf van belang voor de economie van de gemeente.
Een uitzondering is Seedorf, waar na het vertrek van de laatste daar gelegerde Nederlandse militairen in 2006 een grote kazerne van de Bundeswehr is gebleven. Er worden parachutisten opgeleid. Deze kazerne is de grootste werkgeefster in de Samtgemeinde.

## Geschiedenis

### Prehistorie
Verspreid door de Samtgemeinde zijn veel, hier en daar ook belangrijke, sporen van prehistorische bewoning aangetroffen. Zie o.a.:  de in 1907 ontdekte Steenkist van Anderlingen uit de vroege Bronstijd (1400 v.Chr.).  De Steenkist van Farven, die is verwijderd en te Bremervörde is herplaatst, is, evenals die van Malstedt, ouder (3000 v.Chr., Jonge Steentijd). Uit deze tijd dateert ook het schamele restant van het hunebed van Byhusen.
Nabij Ostereistedt is in 1878 het restant van een ganggraf (Sprockhoff-Nr. 647) opgegraven. Het noordoost-zuidwest georiënteerde grafmonument is afkomstig van mensen uit de Trechterbekercultuur in de Jonge Steentijd (3500-2800 v.C.). Het grafmonument is in de huidige, zwaar beschadigde toestand, geconserveerd. Het ligt op een afgelegen locatie in een productiebos en is niet toegankelijk.

### 800  tot 1900
Het gebied van de gemeente lag in en kort na  de middeleeuwen in het Hertogdom Verden.
Alle dorpen in de Samtgemeinde zijn in of kort na de middeleeuwen ontstaan. (eerste schriftelijke vermelding: Lavenstedt: 971; Selsingen: 1219; Malstedt en Farven: 1132; Deinstedt: 1148). Het waren (en zijn) boerendorpen, waar zich afgezien van enkele catastrofale branden (o.a. te Deinstedt 2 x en te Selsingen in de 17e eeuw 3 x) geen historische gebeurtenissen van meer dan lokale betekenis hebben afgespeeld. Selsingen zelf was van al deze plaatsjes het belangrijkst: er was een plaatselijke rechtbank, de kerk was parochiekerk voor de omliggende dorpen, en het lag aan een oude handelsweg en latere route van de postkoetsen  (de huidige B 71).
Het dorp Rhade dankt zijn naam aan een adellijk geslacht Rahden, dat in de 12e tot 14e eeuw op deze plaats een kasteel bezat. Hiervan is niets overgebleven. Dit geslacht Von Rahden trok later in de middeleeuwen weg naar Hertogdom Koerland en Semgallen in de Baltische Staten. Het heeft niets uitstaande met de plaats Rahden in Noordrijn-Westfalen. 
Sedert de Reformatie in de 16e eeuw is de meerderheid van de christenen in de Samtgemeinde evangelisch-luthers.

### Vanaf 1900
In het begin van de 20e eeuw was er in de gemeente bij  Godenstedt een grote mergelgroeve. De mergel werd gebruikt als meststof in de landbouw. In de mergelgroeve is een fossiel bot van een wolharige mammoet uit het Pleistoceen gevonden.
Sandbostel werd in de nazi-tijd berucht vanwege een groot krijgsgevangenenkamp annex concentratiekamp.
Seedorf is bekend, omdat daar tijdens de Koude Oorlog tientallen jaren Nederlandse militairen gelegerd zijn geweest. Op 15 april 1986 stortte een F-16 van de Nederlandse luchtmacht neer bij Parnewinkel. De piloot van het toestel kwam daarbij om het leven.

## Bezienswaardigheden, natuurschoon, toerisme
- Enige bezienswaardige molens (Eitzte, Selsingen)
- De St. Lambertuskerk te Selsingen (1725)
- Enige dorpen (Selsingen, Sandbostel en Rhade) hebben een schilderachtige vakwerkboerderij als Heimathaus (dorpshuis, vaak met een oudheidkamer) ingericht. Ook het Eckes-Hus te Ostereistedt is op zondagmiddagen geopend voor bezoekers.
- Verspreid over de gemeente, o.a. langs de Oste, zijn enkele bossen en andere natuurgebieden te vinden, waar het goed wandelen of fietsen is.
- Gedenkplaats en museum Kamp Sandbostel
- Gereconstrueerde grafheuvel te Granstedt. Ook het interieur van het graf is gereconstrueerd.

## Afbeeldingen

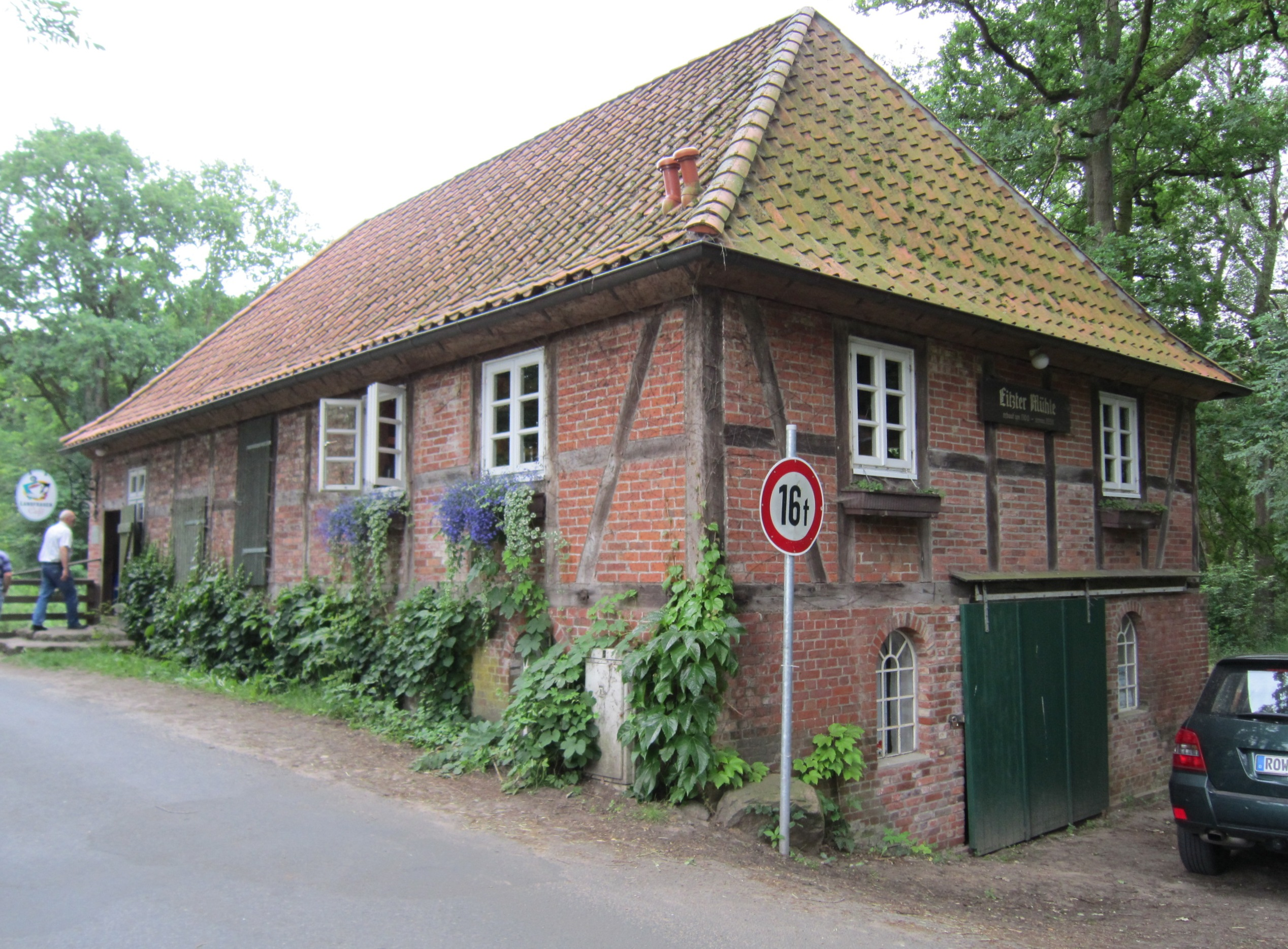
Eitzte, watermolen aan de Oste
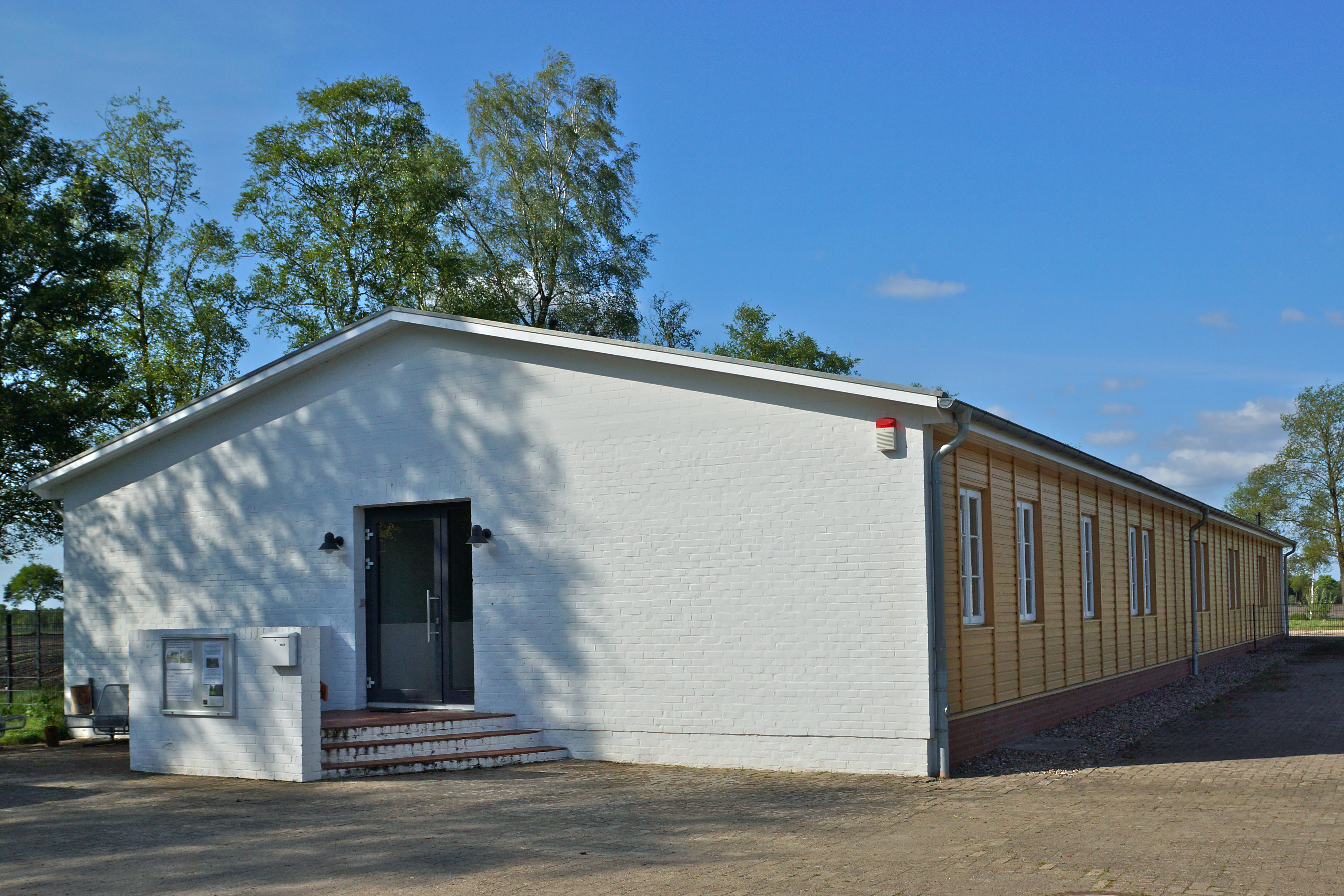
Herdenkingsgebouw Kamp Sandbostel
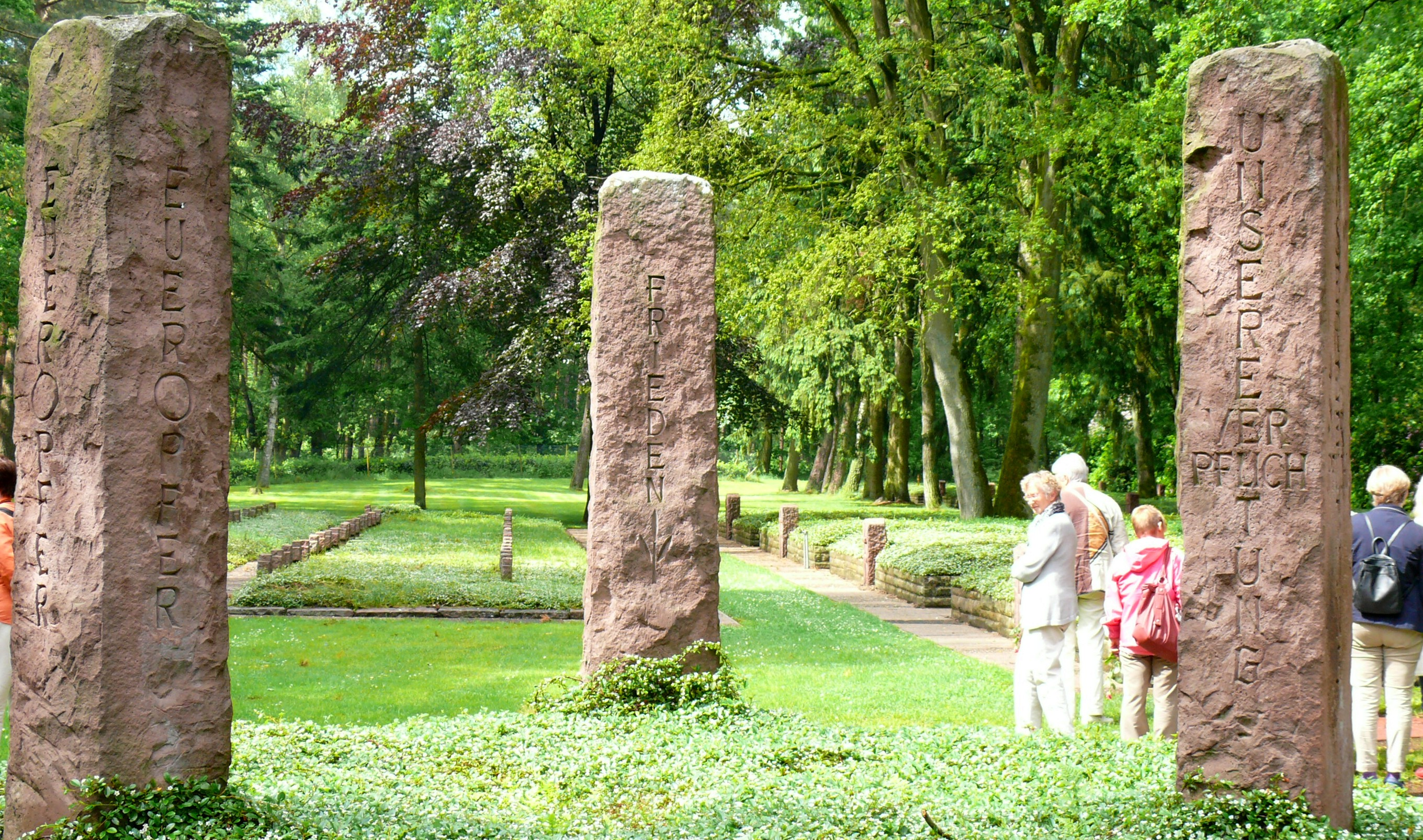
Stèles op gedenkplaats Kamp Sandbostel
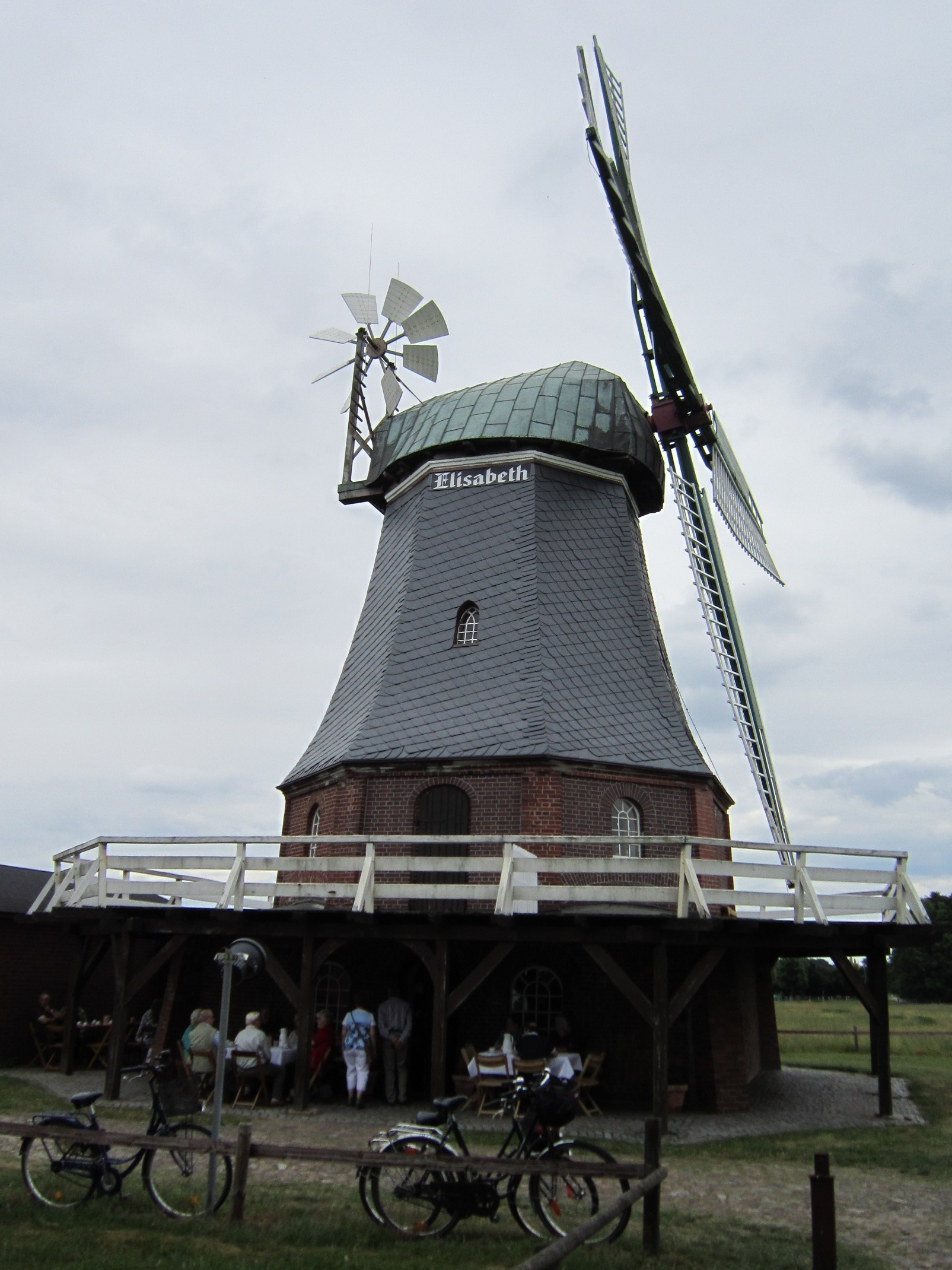
Windmolen Elisabeth aan de zuidkant van Selsingen
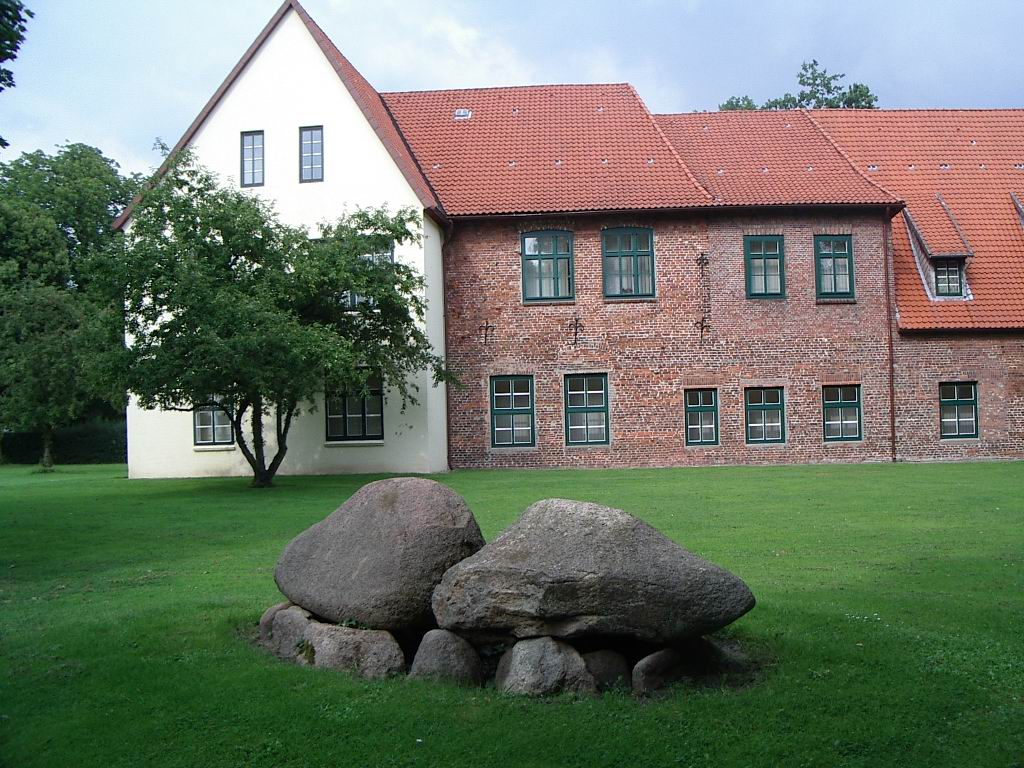
Steenkist van Farven
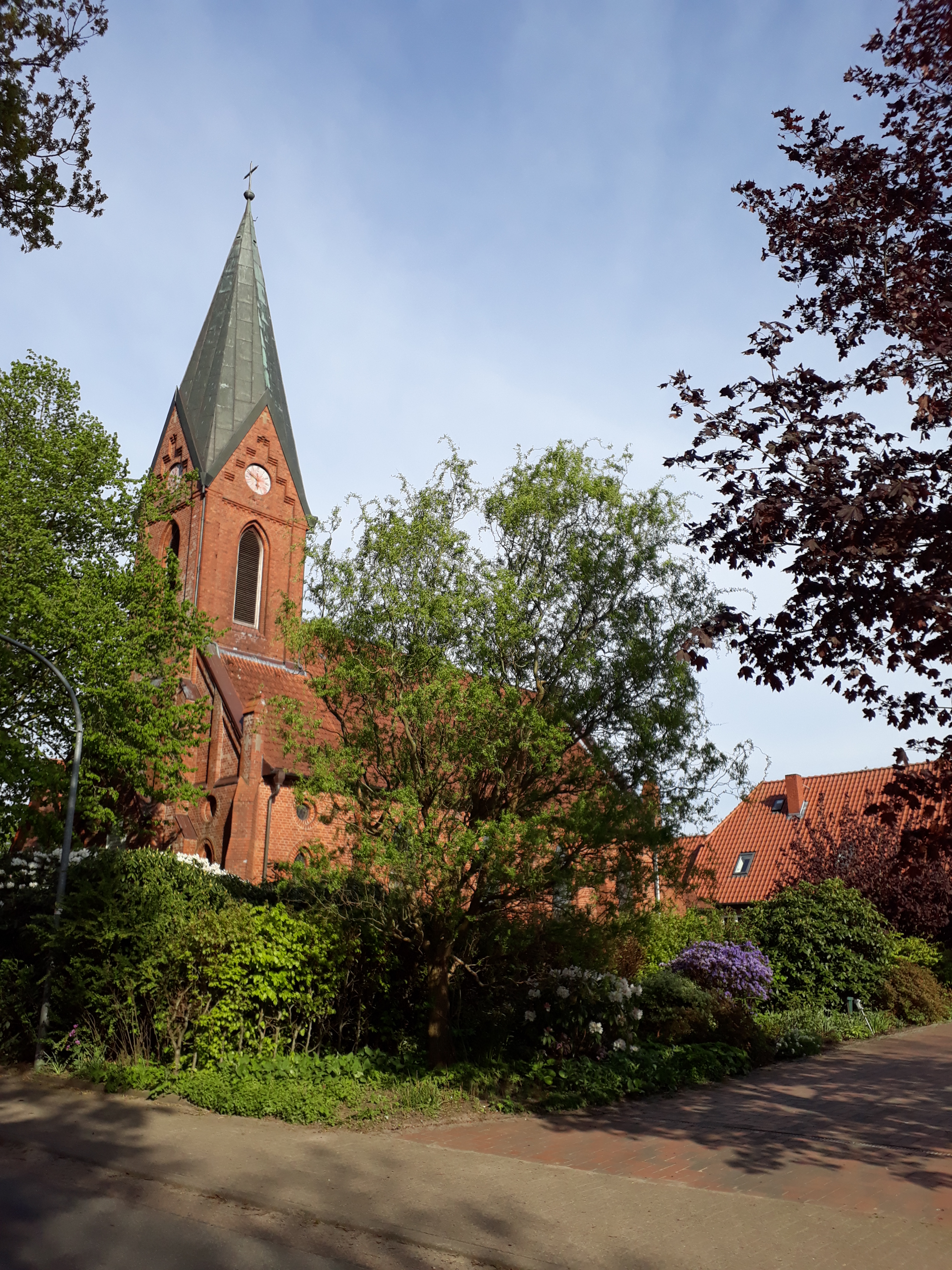
Kerkje van Farven (1910)

## Partnergemeentes
- Sawston (Verenigd Koninkrijk)
- Danizy (Frankrijk), uitgaande van Sandbostel

## Varia
De naam van het dorp Ostereistedt is afgeleid van Ostereichstedt, oostelijke plek waar eikenbomen groeien. Een Osterei is echter tegenwoordig het Duitse woord voor een paasei. Er is een traditie ontstaan, dat kinderen er tot een week voor Goede Vrijdag brieven heen kunnen sturen, gericht aan Hanni Hase, de paashaas, te Ostereistedt. Ze krijgen dan een speciale paasgroet teruggestuurd. In Ostereistedt is daartoe door de Deutsche Post een speciaal postkantoor ingericht. Voor kinderen in de regio worden verder met Pasen eierzoekwedstrijden en andere activiteiten georganiseerd.
Ahausen · 
Alfstedt · 
Anderlingen · 
Basdahl · 
Bötersen · 
Bothel · 
Breddorf · 
Bremervörde · 
Brockel · 
Bülstedt · 
Deinstedt · 
Ebersdorf · 
Elsdorf · 
Farven · 
Fintel · 
Gnarrenburg · 
Groß Meckelsen · 
Gyhum · 
Hamersen · 
Hassendorf · 
Heeslingen · 
Hellwege · 
Helvesiek · 
Hemsbünde · 
Hemslingen · 
Hepstedt · 
Hipstedt · 
Horstedt · 
Kalbe · 
Kirchtimke · 
Kirchwalsede · 
Klein Meckelsen · 
Lauenbrück · 
Lengenbostel · 
Oerel · 
Ostereistedt · 
Reeßum · 
Rhade · 
Rotenburg · 
Sandbostel · 
Scheeßel · 
Seedorf · 
Selsingen · 
Sittensen · 
Sottrum · 
Stemmen · 
Tarmstedt · 
Tiste · 
Vahlde · 
Vierden · 
Visselhövede · 
Vorwerk · 
Westertimke · 
Westerwalsede · 
Wilstedt · 
Wohnste · 
Zeven